# بريان خيمينيز
بريان خيمينيز (22 يناير 1994 بسانتو دومينغو في جمهورية الدومينيكان - ) هو لاعب كرة قدم دومينيكاني في مركزي الهجوم وجناح ‏. شارك مع منتخب جمهورية الدومينيكان لكرة القدم. أما مع النوادي، فقد لعب مع Atlántico FC ‏ وClub Siero ‏ ونادي سياريس وAtlético de Lugones SD ‏.

## وصلات خارجية
- بريان خيمينيز على موقع قاعدة بيانات كرة القدم.إي يو (الإنجليزية)
- بريان خيمينيز على موقع ناشيونال فوتبول تيمز (الإنجليزية)
- بريان خيمينيز على موقع Soccerway.com (الإنجليزية)